# Maria Pognon
Maria Pognon, nacida María Rengnet, (Honfleur, 15 de febrero de 1844-Sídney, 17 de abril de 1925) fue una periodista y oradora francesa, socialista y feminista. Participó en el largo combate para la emancipación femenina bajo la III República. Fue presidenta de la Liga por el Derecho de las Mujeres y miembro del Consejo de administración de la Sociedad francesa de Arbitraje entre las Naciones.

## Biografía
María era hija de Julien Rengnet, techador de pizarra en Honfleur, tiene una hermana Myrtile. Se casó con un comerciante pero enviudó a los 44 años. Con sus dos hijos se trasladó a París en 1888, donde trabajó en un hotel.
Iniciada en el feminismo por su hermana, se incorporó en 1882 en la Liga francesa por los derechos de las mujeres que acababa de crear Léon Richer y en 1891 se convierte en su nueva presidenta. En 1893 se casó con el arquitecto Raymond Pognon. Fue admitida en la primera Logia mixta en Francia por Maria Deraismes y Georges Martin, esta logia es el origen de la Orden Mixta Internacional, El Derecho Humano, fundada en 1901.
En 1896 presidió el Congreso Internacional de la condición y de los derechos de la mujer. En la tribuna Maria Pognon realizó un discurso sobre la «bicicleta igualitaria y niveleuse por la cual se hará la emancipación de la mujer». Sus discursos impresionan a la periodista Marguerite Durand que hizo el seguimiento del congreso para el periódico Le Figaro:

... me impactó la lógica del discurso, el buen fundamento de las reivindicaciones y su capacidad para dominar la oratoria y dirigir los debates de la presidenta Maria Pognon.
Marguerite Durand

Al año siguiente Marguerite Durand lanza, el 9 de diciembre de 1897, La Fronde, un periódico completamente redactado, fabricado y vendido por mujeres, destinado a dar cuenta de la actividad de los principales grupos feministas, al cual, por supuesto, invita a Maria a participar. Maria puede así reivindicar el «A igual trabajo igual salario» de los socialistas para las mujeres :

Los hombres avanzan, de clase en clase, hasta el puesto de Director; ¿porqué las mujeres que han probado por su trabajo la misma capacidad que los hombres son excluidas de todos los empleos remunerados? Esperamos respuesta[1]!.
Maria Pognon

En 1900 en el Congreso de la condición y de los derechos de las mujeres, rechaza el término de «feminismo burgués» con el que ciertos socialistas etiquetan la lucha de las mujeres. Maria Pognon se incorpora al Consejo nacional de las mujeres francesas instaurado en 1901 bajo la dirección de Isabelle Bogelot y en compañía de Sarah Monod, Adrienne Avril de Sainte-Croix, Julie Siegfried, Marie Bonnevial, Madame Wiggishoff.
En 1904, abandona París y la dirección de la Liga para instalarse con su marido en Nueva Caledonia .
Tras la muerte de su marido, en 1910, se acerca a su hija Mathilde lectora en la Universidad de Sídney. Su hijo Raymond se queda en Nueva Caledonia. Se instala en Sídney en Australia donde muere en abril de 1925. Mathilde se casó con el periodista y crítico de arte australiano Gerald Marr Thompson en 1932.

## Raymond Pognon
Raymond Pognon (nacido el 30 de noviembre de 1873 en Honfleur y muerto el 19 de mayo de 1959 en Melbourne en Australia) es en 1912, jefe de servicio administrativo de la sociedad minera Le Nickel en Nouméa, después fue agricultor y ganadero. Consejero general de Nueva Caledonia de 1913 a 1925, portavoz en el Parlamento de Nueva Caledonia, Presidente del Consejo general de 1922 a 1924, es, entre 1920 y 1925, igualmente director del diario Francia Australe.
Rechazando el armisticio de junio de 1940, fue el 19 de septiembre de 1940, uno de los autores de la adhesión de Nueva Caledonia a la Francia libre. Contribuye al levantamiento de voluntarios para formar el Batallón del Pacífico (BP 1) que contribuyó a las operaciones de Bir-Hakeim. Por su adhesión al general de Gaulle, fue condenado a muerte y a la confiscación de todos sus bienes, por el Tribunal militar permanente de Saigón, juicio anulado y revisado por el Tribunal de apelación de Saigón, el 4 de marzo de 1949.
En 1942, Raymond Pognon fue condecorado con la Cruz de la Liberación. Se instala en Australia donde muere, el 19 de mayo de 1959, en Melbourne.